# Hermann Mendel
Hermann Mendel (Halle, 6 d'agost de 1834 - 26 d'octubre de 1876) fou un musicògraf alemany.
Rebé la seva primera educació musical a Halle i Berlín, més tard entrà com aprenent en un magatzem de música de Leipzig, i el 1862 fundà un establiment d'aquesta matèria.
Col·laborà en les principals publicacions, i va escriure:
- G. Meyerbeer, eine Biographie (1866);
- G. Meyerbeer, sein Leben und seine Werke (1869).

Però l'obra que li va donar fama és el Gran Musikalisches Konversationslexikon, del qual en redactà 7 volums, fins a la lletra M, i que va ser acabat per August Reissmann, el 1883.